# Epigonation

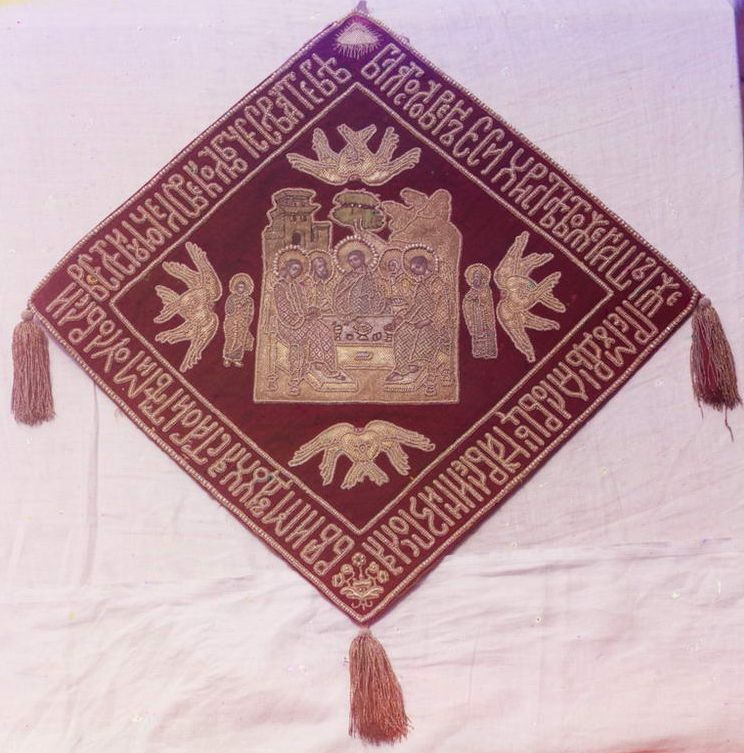
Bestickte Palitsa (Fotografie um 1911 von Sergei Michailowitsch Prokudin-Gorski).

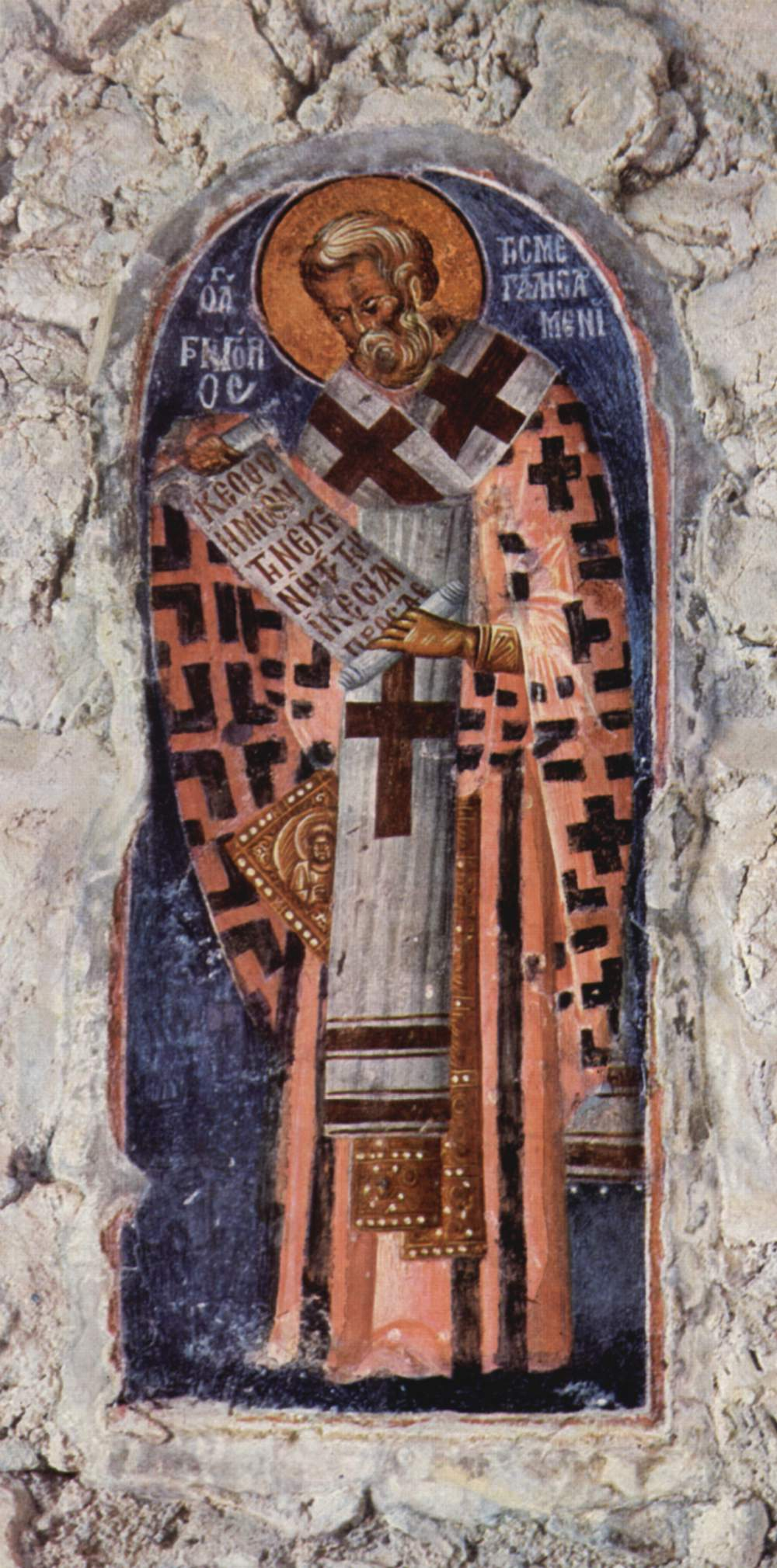
Fresko aus dem 14. Jahrhundert; Hl. Gregor der Große mit goldenem Epigonation bestickt mit einer Ikone (Mystras).

Das Epigonation [ˌepi|goˈnati|ɔn] (griechisch ἐπιγονάτιον, wörtlich „über dem Knie“) oder Paliza (russisch палица, „Keule“) ist ein liturgisches Kleidungsstück Orthodoxer und Unierter Ostkirchen.

## Aussehen
Das Epigonation ist ein steifes, rautenförmiges Tuch, welches auf der rechten Körperseite unterhalb der Hüfte getragen wird. Meist ist es mit Ikonen bestickt. Es wird an einem Band von der linken Schulter herab angebracht.

## Verwendung
In den Orthodoxen und Unierten Ostkirchen des byzantinischen Ritus wird das Epigonation von allen Bischöfen getragen. Zusätzlich kann es einem Priester als besondere Auszeichnung verliehen werden. In der griechischen Tradition gilt es als Zeichen, dass der Priester einen hohen akademischen Grad besitzt, und durch einen speziellen Segen dazu berechtigt ist, die Beichte abzunehmen. Wenn einem russischen Priester sowohl das Nabedrennik, als auch das Palitsa verliehen wird, so trägt er ersteres auf der linken Seite.
Während der Priester oder Bischof das Epigonation anlegt, spricht er das Gebet: „Gürte dein Schwert um die Hüften, Mächtiger, in deiner Kraft und Schönheit nimm zu, gedeih und herrsche wegen der Wahrheit, Sanftmut und Gerechtigkeit, und wunderbar wird dich deine Rechte führen, jetzt und immerdar, und in die Ewigkeiten der Ewigkeiten. Amen.“

## Geschichte
Die Herkunft ist nicht komplett belegt. Jedoch dürfte es auf das dekorierte „Tablion“, ein Oberschenkelschild, zurückgehen, welches militärischen und zivilen Beamten des Byzantinischen Reiches verliehen wurde. Es soll im kirchlichen Gebrauch ein „Schwert Christi“ in Form einer Waffe des heiligen Wortes darstellen. Den zweiten Ursprung bildet das „Encheirion“, ein aufwendig besticktes Taschentuch, welches im Laufe des 12. Jahrhunderts seinen heutigen Namen und seine Form erhielt. Bei ersterem gibt es kein westliches Gegenstück, bei zweiterem wäre es mit dem Manipel vergleichbar.